# Velika nagrada Brazilije 1988
Velika nagrada Brazilije 1988 je bila prva dirka Svetovnega prvenstva Formule 1 v sezoni 1988. Odvijala se je 3. aprila 1988 na dirkališču Autódromo Internacional Nelson Piquet v Riu de Janeiru. Zmagal je Alain Prost, drugo mesto je osvojil Gerhard Berger, tretjega pa Nelson Piquet. Najboljši štartni položaj je osvojil Ayrton Senna, najhitrejši krog dirke pa je postavil Berger.

## Poročilo

### Pred dirko
Po zimskih testiranjih je izgledalo, da je Ferrari zadržal prednost s konca prejšnje sezone 1987, tudi McLaren in Williams pa sta se lahko nadejala dobrih rezultatov. Med kvalifikacijami je prišlo do škandala, ko je domačin Nelson Piquet v lokalnih medijih žalil Ayrtona Senno in Nigela Mansella ter njuni družini. Mansell je na svoji prvi dirki po hudi nesreči na dirki za Veliko nagrado Japonske v prejšnji sezoni presenetil z drugim mestom na kvalifikacijah, najboljši štartni položaj pa je osvojil Senna na svoji prvi dirki za McLaren. Drugo vrsto sta zasedla Gerhard Berger s Ferrarijem in Piquet z Williamsom.

### Dirka
Na ogrevalnem krogu se je Senni pokvaril menjalnik, ki je obtičal v prvi prestavi. Po prekinitvi prvega štarta je Senna štartal v rezervnem dirkalniku iz boksov. Drugič se je iz štarta najbolje pognal Alain Prost, na drugem mestu pa je bil Mansell. V devetnajstem krogu je moral Mansell zaradi pregrevanja motorja svojega Williamsa na preventivni postanek v bokse, kjer mu je motor ugasnil in Britanec je odstopil, tako da je drugo mesto prevzel Gerhard Berger. Medtem se je Senna dobro prebijal iz ozadja, po prvem krogu je bil enaindvajseti, po četrtem petnajsti, po osmem deseti, po trinajstem krogu je bil že med dobitniki točk, v dvajsetem pa na drugem mestu. Prost je v šestindvajsetem krogu zapeljal na postanek v bokse in zadržal vodstvo tudi po vrnitvi na stezo, krog za njim pa je svoj postanek opravil tudi Senna, ki pa mu je pri speljevanju ugasnil motor in padel je na šesto mesto. Kmalu za tem pa je vodstvo dirke Senni pokazalo črno zastavo, kar je pomenilo diskvalifikacijo z dirke, zaradi nedovoljene menjave dirkalnika po ogrevalnem krogu. Berger je v zadnjem delu dirke lovil Prosta in pri tem v petinštiridesetem krogu postavil tudi najhitrejši krog dirke, toda dosti bližje od razlike desetih sekund se mu ni uspelo prebiti. Lotusov dirkač Piquet je osvojil tretje mesto, točke pa so osvojili še Derek Warwick z Arrowsom, Michele Alboreto v drugem Ferrariju in Satoru Nakajima v drugem Lotusu. Uvrščenih pa je bilo le devet dirkačev, poleg omenjenih še sedmi Thierry Boutsen z Benettonom, osmi Eddie Cheever v drugem Arrowsu in deveti Stefan Johansson z Ligierom. 

## Dirka
| Poz  | Št | Dirkač             | Konstruktor     | Krogi | Čas/Odstop       | Št. m. | Toč |
| ---- | -- | ------------------ | --------------- | ----- | ---------------- | ------ | --- |
| 1    | 11 | Alain Prost        | McLaren-Honda   | 60    | 1:36:06,857      | 3      | 9   |
| 2    | 28 | Gerhard Berger     | Ferrari         | 60    | + 9,873 s        | 4      | 6   |
| 3    | 1  | Nelson Piquet      | Lotus-Honda     | 60    | + 1:08,591       | 5      | 4   |
| 4    | 17 | Derek Warwick      | Arrows-Megatron | 60    | + 1:13,348       | 11     | 3   |
| 5    | 27 | Michele Alboreto   | Ferrari         | 60    | + 1:14,556       | 6      | 2   |
| 6    | 2  | Satoru Nakajima    | Lotus-Honda     | 59    | +1 krog          | 10     | 1   |
| 7    | 20 | Thierry Boutsen    | Benetton-Ford   | 59    | +1 krog          | 7      |     |
| 8    | 18 | Eddie Cheever      | Arrows-Megatron | 59    | +1 krog          | 15     |     |
| 9    | 26 | Stefan Johansson   | Ligier-Judd     | 57    | +3 krogi         | 21     |     |
| Ods  | 22 | Andrea de Cesaris  | Rial-Ford       | 53    | Motor            | 14     |     |
| Ods  | 3  | Jonathan Palmer    | Tyrrell-Ford    | 47    | Prenos           | 22     |     |
| Ods  | 24 | Luis Perez-Sala    | Minardi-Ford    | 46    | Šasija           | 20     |     |
| Ods  | 30 | Philippe Alliot    | Larrousse-Ford  | 40    | Vzmetenje        | 16     |     |
| Ods  | 31 | Gabriele Tarquini  | Coloni-Ford     | 35    | Vzmetenje        | 25     |     |
| Ods  | 14 | Philippe Streiff   | AGS-Ford        | 35    | Zavore           | 19     |     |
| Ods  | 29 | Yannick Dalmas     | Larrousse-Ford  | 32    | Motor            | 17     |     |
| DSQ  | 12 | Ayrton Senna       | McLaren-Honda   | 31    | Diskvalifikacija | 1      |     |
| Ods  | 25 | René Arnoux        | Ligier-Judd     | 23    | Sklopka          | 18     |     |
| Ods  | 33 | Stefano Modena     | Euro Brun-Ford  | 20    | Motor            | 24     |     |
| Ods  | 5  | Nigel Mansell      | Williams-Judd   | 18    | Motor            | 2      |     |
| Ods  | 19 | Alessandro Nannini | Benetton-Ford   | 7     | Motor            | 12     |     |
| Ods  | 6  | Riccardo Patrese   | Williams-Judd   | 6     | Motor            | 8      |     |
| Ods  | 16 | Ivan Capelli       | March-Judd      | 6     | Motor            | 9      |     |
| Ods  | 23 | Adrian Campos      | Minardi-Ford    | 5     | Šasija           | 23     |     |
| Ods  | 15 | Mauricio Gugelmin  | March-Judd      | 0     | Menjalnik        | 13     |     |
| Ods  | 32 | Oscar Larrauri     | Euro Brun-Ford  | 0     | El. sistem       | 26     |     |
| DNQ  | 4  | Julian Bailey      | Tyrrell-Ford    |       |                  |        |     |
| DNQ  | 9  | Piercarlo Ghinzani | Zakspeed        |       |                  |        |     |
| DNQ  | 21 | Nicola Larini      | Osella-Alfa     |       |                  |        |     |
| DNQ  | 10 | Bernd Schneider    | Zakspeed        |       |                  |        |     |
| DNPQ | 36 | Alex Caffi         | Dallara-Ford    |       |                  |        |     |